# Pedodonti

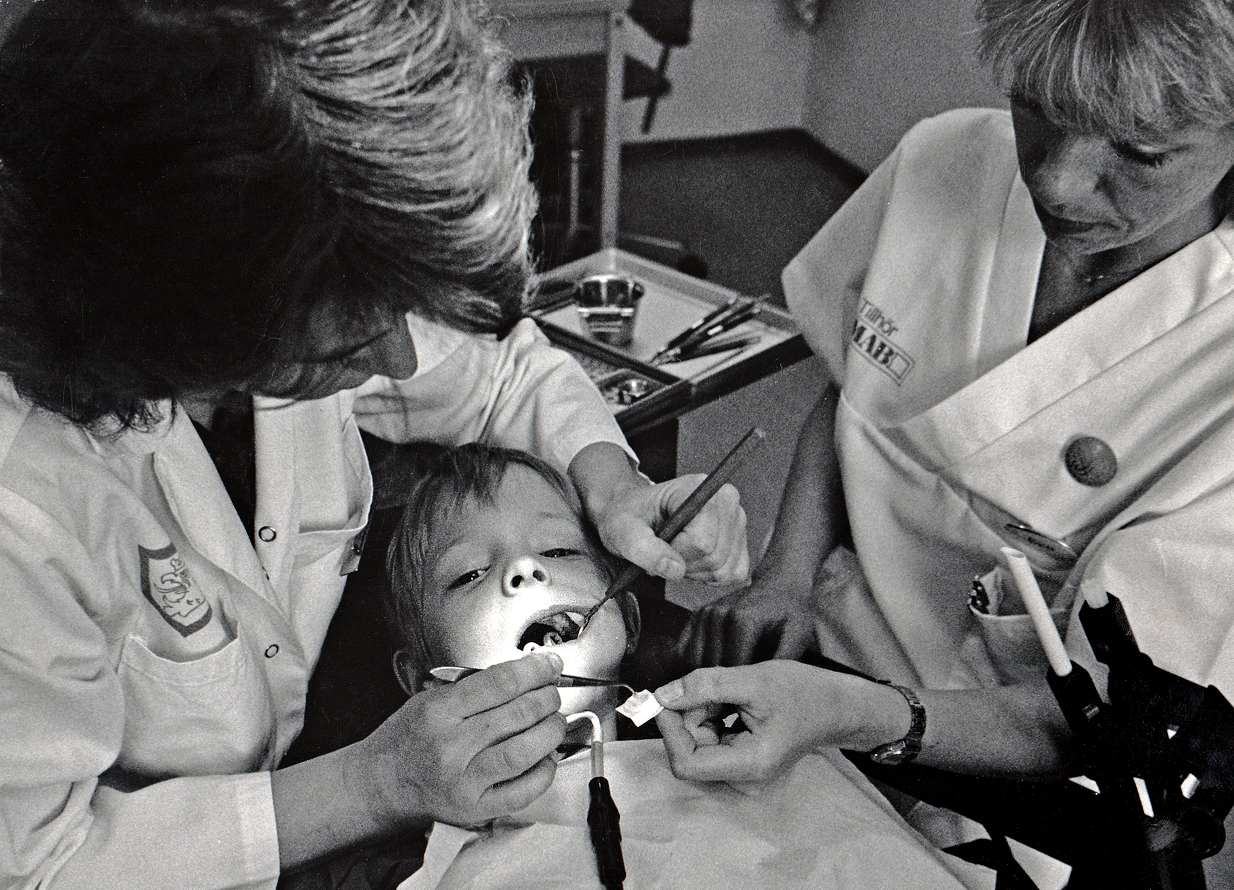
Ett barn får en fyllning hos tandläkaren. Malmö Folktandvård 1989.

Pedodonti är barn- och ungdomstandvård. Dessutom en specialitet som utförs av specialistutbildad tandläkare, en så kallad barntandläkare eller pedodontist. De barn och ungdomar som behöver specialisttandvård behöver en remiss till en pedontist.